# Арістов Микола Олександрович
Микола Олександрович Арістов (рос. Аристов Николай Александрович; 1847—1910) — російський історик-сходознавець та етнограф.

## Біографія
У 1864 році закінчив Імператорський Казанський університет за розрядом камеральних наук юридичного факультету. Із 20 жовтня 1864 року - помічник столоначальника Тобольського губернського правління, потім там же — губернський секретар, бухгалтер ревізького відділення казенної палати.
Із 1868 року — діловод Семиріченського обласного правління, молодший чиновник особливих доручень при військовому губернаторі. Із квітня 1869 року очолював Семиріченський тюремний комітет. У 1871 році брав участь у військовій кампанії проти Кульджинського ханства, захопленого правителем уйгурської держави Єттишар Якуб-беком, завідуючи похідною канцелярією командувача військ Г. О. Ковпаківського. Безпосередньо брав участь у штурмі та взятті міста-фортеці Кульджа; був нагороджений орденом Св. Станіслава 2 ступеня. В період з 1 вересня 1871 до 22 лютого 1872 року очолював Канцелярію по Кульджинських справах, одночасно залишаючись на посаді начальника відділення Семиріченського обласного правління.
Із червня 1872 року — діловод у складі комісії з розробки проекту Положення про управління в Туркестанському генерал-губернаторстві (Ташкент). У 1873—1874 рр. керував з'їздами біїв з врегулювання земельних спорів в Семипалатинському, Сергіопольскому повітах і Семиріченській області. Із 1879 року — неодмінний член обласного статистичного комітету, потім — помічник голови. У 1881 році брав участь у роботі редакційної комісії, заснованої при канцелярії генерал-губернатора К. П. фон Кауфмана, щодо складання нового Положення про управління Туркестанським генерал-губернаторством.
Із 1 червня 1881 року — помічник військового губернатора Семиріченського обласного правління; з того ж року виконував обов'язки військового губернатора Семиріченської області. Із липня 1882 переведений в Степове генерал-губернаторство. У 1889 році вийшов у відставку в чині дійсного статського радника; проживав в Петербурзі.

## Наукова діяльність
Історичні роботи присвячені англо-афганським відносинам наприкінці XIX ст., етнографічні — деяким народам Середньої Азії та Афганістану. Найбільш затребуваними сьогодні є роботи з історичної географії Семиріччя, Центральної Азії, а також родоплемінної структури казахів і киргизів кінця XIX століття, що були написані на основі архівних матеріалів, документів Семиріченського обласного правління та інших джерел.

### Вибрані праці
- Аристов Н. А. Англо-индийский «Кавказ» : Столкновения Англии с афг. погран. племенами : [Этнико-ист. и полит. этюд]. — СПб. : тип. кн. В. Ц. Мещерского, 1900. — 198 с. — (Отт. из: Живая старина. — 1900. — Вып. 1-2; 1899. — Вып. 4)
- Аристов Н. А. Заметки об этническом составе тюркских племен и народностей и сведения об их численности. — СПб. : тип. С. Н. Худекова, 1897. — 182 с. — (Отт. из: Живая старина. — 1896. — Вып. 3-4)
- Аристов Н. А. Записка об устройстве водоснабжения города Верного и Алматинской станицы : [С прил.]. — Б.м., [1886]. — 22+6+14+12 с.
- Аристов Н. А. Опыт выяснения этнического состава киргиз-казаков Большой орды и каракиргизов, на основании родословных сказаний и сведений о существующих родовых делениях и о родовых тамгах, а также исторических данных и начинающихся антропологических исследований. — СПб. : тип. С. Н. Худекова, 1895. — 96 с. — (Отд. отт. из: Живая старина. — 1894. — Вып. 3, 4)
- Аристов Н. А. Труды по истории и этническому составу тюркских племен. — Бишкек : Илим, 2003. — 458 с. — 1100 прим. — ISBN 5-8355-1297-X.
- Аристов Н. А. Усуни и кыргызы или кара-кыргызы : очерки истории и быта населения западного Тянь-Шаня и исследования по его исторической географии. — Бишкек : Илим, 2001. — 576 с. — ISBN 5-8355-1132-9.

## Нагороди та визнання
- орден Св. Станіслава 3 ступеня (1868)
- орден Св. Станіслава 2 ступеня (1871) — за мужність та хоробрість у справах з таранчами
- дійсний член Імператорського Російського Географічного товариства (1893)
- мала золота медаль Російського Географічного товариства (по відділенню етнографії, 1895).